# Ланшкроун
Ланшкроун (чеш. Lanškroun) град је у Чешкој Републици. Ланшкроун је град у оквиру управне јединице Пардубички крај, где припада округу Усти на Орлици.

## Географија
Град Ланшкроун се налази у средишњем делу Чешке републике. Град је удаљен од 190 км источно од главног града Прага, а од првог већег града, Пардубица, 75 км источно.
Ланшкроун се налази у источном делу историјске покрајине Бохемије, на самој граници са Моравском. Град лежи на у области Чехоморавског горја, на приближно 370 м надморске висине. Близу града налази се извориште реке Моравске Сазаве.

## Историја
Подручје Ланшкроуна било је насељено још у доба праисторије. Насеље под данашњим називом први пут се у писаним документима спомиње у 1285. године, а насеље је 1304. године имало градска права. Насеље је од почетка било насељено Немцима, као велика етничка енклава, окружена подручјем насељеним Чесима.
Године 1919. Ланшкроун је постао део новоосноване Чехословачке. 1938. године Ланшкроун, као насеље са немачком већином, је отцепљен од Чехословачке и припојен Трећем рајху у склопу Судетских области. После Другог светског рата месни Немци су се присилно иселили из града у матицу. У време комунизма град је нагло индустријализован. После осамостаљења Чешке дошло је до пада активности индустрије и тешкоћа са преструктурирањем привреде.

## Становништво
Ланшкроун данас има око 10.000 становника и последњих година број становника у граду лагано расте. Поред Чеха у граду живе и Словаци и Роми.

## Галерија
- Главни трг Ланшкроуна са градском кућом
- Ланшкроунски замак
- Железничка станица у Ланшкроуну

## Партнерски градови
- Кастиљоне ин Теверина
- Ђержоњов